# 스튜어트 니스벳
스튜어트 니스벳(Stuart Nisbet, 1934년 1월 17일 ~ 2016년 6월 23일)은 미국의 배우, 텔레비전 배우이다.
로스앤젤레스에서 태어났으며 글렌데일에서 사망하였다.

## 영화
- 카지노 (1995년)
- 일급 살인 (1995년)
- 크라이스 언허드 - 도나 야클릭 스토리 (1994년)
- 폴리스 아카데미 7 - 모스크바 임무 (1994년)
- 살인 비젼 (1991년)
- 사랑의 행로 (1989년)
- SOS 해상 구조대 (1989년)
- 레이디 스카페이스 (1988, Lady Mobster)
- 굿바이 베트남 (1988년)
- 형사 Q (1976년)
- 하츠 오브 더 웨스트 (1975년)
- 클린트이스트우드의 대도적 (1974년)
- 6백만 달러의 사나이 - TV 시리즈 (1974년)
- 명탐정 바나비 존즈 (1973년)
- 형사 맥밀란 (1971년)
- 수사관 맥클라우드 (1970년)
- 제6지대 (1970년)
- 닥터 웰비 (1969년)
- 제12순찰대 (1968년)
- 나, 너 그리고 우리 (1968년)
- 아이언 사이드 (1967년)
- 사건비화 (1967년)
- 밤의 열기 속에서  (1967년)
- 제5전선 (1966년)
- 겟 스마트 (1965년)
- 첩보원 0011 (1964년)
- 아내는 요술쟁이 (1964년)
- 도망자 (1963년)
- 벤 케이시 (1961년)
- 보난자 (1959년)